# Knut Lavard
Knut Lavard (12. března 1096, Roskilde, Dánsko – 7. ledna 1131, les Haraldsted u Ringstedu, Dánsko) byl dánský princ a jarl a pozdější vévoda šlesvický.

## Život prince
Byl jediným legitimním synem dánského krále Erika I. Vyrůstal v blízkosti zealandské šlechty, která ho později nejvíce podporovala. Roku 1115 jej jeho strýc Niels, král dánský, prohlásil jarlem jižního Jutska (Šlesvicka), aby zde hájil zem proti útokům slovanských Obodritů. Během patnácti let vlády plnil tuto povinnost.
Knut Lavard byl prvním členem dánské královské rodiny, který přijal za své rytířské ideály a zvyklosti středověkého Německa, což bylo vyjádřeno změnou jeho titulu na „vévoda“.
Po zavraždění obodritského knížete Svatopluka roku 1129, odkoupil obodritskou zemi od císaře Lothara III. Supplinburského.
Niels i jeho syn Magnus Silný, byli znepokojeni tím, že Knut byl uznán císařem. 7. ledna 1131 Knut Lavard padl do léčky v Haraldstedském lese poblíž Ringstedu v Zealandu a byl zavražděn. Vražda je přičítána Magnusovi nebo Nielsovi. Vyprovokovala občanskou válku, která trvala až do roku 1157 a byla zakončena vítězstvím Knutova pohrobka Valdemara I. Velikého. Osud Knuta a vítězství jeho syna byly podnětem jeho kanonizace roku 1170.
Knut Lavard byl předchůdce dánských králů dynastie Valdemarů. Byl prvním vévodou šlesvickým a byl prvním příhraničním vládcem, který byl jak dánským, tak německým vazalem a zakladatelem budoucí podvojné pozice jižního Jutska.